# Каргино (Ульяновська область)
Каргино (рос. Каргино) — село в Вешкаймському районі Ульяновської області Російської Федерації.
Населення становить 750 осіб. Входить до складу муніципального утворення Каргинське сільське поселення.

## Історія
Від 2004 року входить до складу муніципального утворення Каргинське сільське поселення.

## Населення
| 2010 |
| ---- |
| 750  |